# Sýpka v Lestkově
Sýpka (špýchar) stojí ve dvoře usedlosti čp. 84 v obci Lestkov v okrese Tachov. Je nemovitou kulturní památkou, která byla v roce 1964 zapsána do státního seznamu kulturních památek pod číslem 27034/4-1800.

## Historie
Špýchar s dvojitým krovem z první poloviny 19. století se objevuje už na indikační skice z roku 1838. Ve srovnání s obdobnými stavbami v Plzeňském kraji lze předpokládat založení v 18. století, ale nevylučuje se, že mohla být založena i v době po třicetileté válce.

## Popis
Patrový omítaný špýchar je situován naproti obytného domu štítovou stranou do ulice. Je postavený z lomového kamene na půdorysu obdélníku, má sedlovou střechu. Severní štítová stěna je v průčelí členěna dvěma okenními osami v přízemí i v patře. Okna jsou obdélná ležatá z vnitřní strany s rozšířenou špaletou se segmentovým cihelným pasem. Severní trojúhelníkový štít je bedněný prkny. Ve východním průčelí, které je orientováno do dvora, je v ose vstup se segmentovým záklenkem a jednokřídlými dřevěnými dveřmi. V úrovni patra blíže k severnímu nároží je jedno štěrbinové okno. Jižní štít je zděný. V interiéru jsou trámové stropy, patra jsou propojena dřevěným schodnicovým schodištěm, podlahy hrubě tesané. Vnitřní krov je hambalkový o jedné stojaté stolici (podélná vaznice je nesena sloupky s pásky) s plnými vazbami při štítech. Krokvice, které jsou čepovány do vnitřní pozednice, jsou z lícové strany bedněny několika půlválky s hliněným lepencem na vnější straně. Vnější (mladší) krov je z neopracovaných kuláčů. Sedlová střecha je pokryta eternitovými šablonami, které jsou položené na dřevěných šindelech.